# Colchicum gracile
Colchicum gracile är en tidlöseväxtart som beskrevs av Karin Persson. Colchicum gracile ingår i släktet tidlösor, och familjen tidlöseväxter.
Artens utbredningsområde är Italien. Inga underarter finns listade i Catalogue of Life.